# Abner Dalrymple
Abner Frank Dalrymple (9 de setembro de 1857 – 25 de janeiro de 1939) foi um jogador profissional de beisebol que atuou como campista esquerdo na Major League Baseball. Rebateu 43 home runs (incluindo 22 em 1884, o segundo maior número em temporada única até aquele momento) e aproveitamento ao bastão de 28,8% durante sua carreira de 12 temporadas, jogando principalmente pelo Chicago White Stockings. Nascido em Gratiot, Wisconsin, jogou ainda pelo Milwaukee Grays Pittsburgh Alleghenys e Milwaukee Brewers.